# Пилойнзиньюс
Пилойнзиньюс (порт. Pilõezinhos)  —  муниципалитет в Бразилии, входит в штат Параиба. Составная часть мезорегиона Сельскохозяйственный район штата Параиба. Входит в экономико-статистический  микрорегион Гуарабира. Население составляет 5459 человек на 2006 год. Занимает площадь 43,900 км². Плотность населения — 124,4 чел./км².

## Статистика
- Валовой внутренний продукт на 2003 год составляет 13 670 566,00 реалов (данные: Бразильский институт географии и статистики).
- Валовой внутренний продукт на душу населения на 2003 год составляет 2510,20 реалов (данные: Бразильский институт географии и статистики).
- Индекс развития человеческого потенциала на 2000 год составляет 0,531 (данные: Программа развития ООН).